# Rogi Tartarusa
Rogi Tartarusa (ang. The Horns of Tartarus) – wspólne dzieło Michaela Scotta Rohana i Allana Scotta z gatunku fantasy wydane w 1992 roku. Jest to pierwszy tom cyklu który stworzyli dwaj Szkoci. Data pierwszego polskiego wydania to rok 1995 nakładem Wydawnictwa Amber.